# Denis Baranger
Pour les articles homonymes, voir Baranger.
Denis Baranger, né le 6 décembre 1968, est un professeur français de droit public. Il enseigne à l'université Panthéon-Assas. Il a enseigné à l'UFR droit éco gestion de l'université d'Orléans.

## Biographie
Denis Baranger est spécialisé en droit constitutionnel, en philosophie du droit et en histoire des idées politiques.[réf. souhaitée]
Il est le directeur-adjoint de l'institut Michel Villey, le rédacteur du manuel de droit constitutionnel de la collection « Que sais-je ? » des Presses universitaires de France (PUF) depuis plusieurs années[pas clair], et est membre honoraire de l'Institut universitaire de France. Il a été professeur invité aux universités d'Oxford, Keio (Japon), et Melbourne.[réf. souhaitée]
Il a siégé en qualité de personnalité qualifiée dans le groupe de travail de l'Assemblée nationale (2014-2015) sur l'avenir des institutions présidé par Claude Bartolone et Michel Winock[source insuffisante]

## Publications
- Parlementarisme des origines, PUF, 1999
- Écrire la Constitution non écrite : une introduction au droit politique britannique, PUF, 2008
- Le droit constitutionnel, PUF, coll. « Que sais-je ? », 2013, 6e édition
- Penser la Loi : essai sur le législateur des temps modernes, Gallimard, 2018